# Франц Ґрільпарцер
Франц Ґрільпарцер (нім. Franz Grillparzer; 1791–1872) — австрійський поет і драматург.

## Життєпис
Франц Ґрільпарцер народився у Відні 15 січня 1791 року, був старшим сином адвоката Менцеля Ґрільпарцера та його дружини Маріани (до шлюбу Зоннлейтнер).
Навчався в гімназії, з 1807 по 1811 роки вивчав право у Відні.
- 1813 — поступив на державну службу,
- 1832 — став директором імперських архівів,
- 1847 — обраний у члени Академії наук,
- 1856 — вийшов на пенсію в чині надвірного радника,
- 1861 — член австрійської палати добродіїв.

Дружив з Гейне, Берне, Бетховеном.

## Творчість
Ґрільпарцер почав свою літературну діяльність у шістнадцять років, одним з його творчих амплуа були белетристичні й критичні твори (новели, щоденники подорожей, критичні замітки, спогади), вірші; відомий переважно драмами.
Багато творів Ґрільпарцера пройняті протестом проти реакційного феодально-бюрократичного режиму канцлера Меттерніха, тому часто його драми заборонялися цензурою або вороже зустрічалися публікою (комедія «Горе брехунові», 1838).
Ґрільпарцер серйозно вивчав історію, філософію та літературу багатьох країн — як давню, так і сучасну, і це позначилося не тільки в його численних критичних есе, а й у драмах. Його перу належить безліч ліричних віршів, зокрема цикл Елегії з Понта (Tristia ex Ponto, 1835), і дві прекрасні новели — Сендомирський монастир (Das Kloster bei Sendomir, 1828) і Бідний музикант (Der arme Spielmann, 1847).

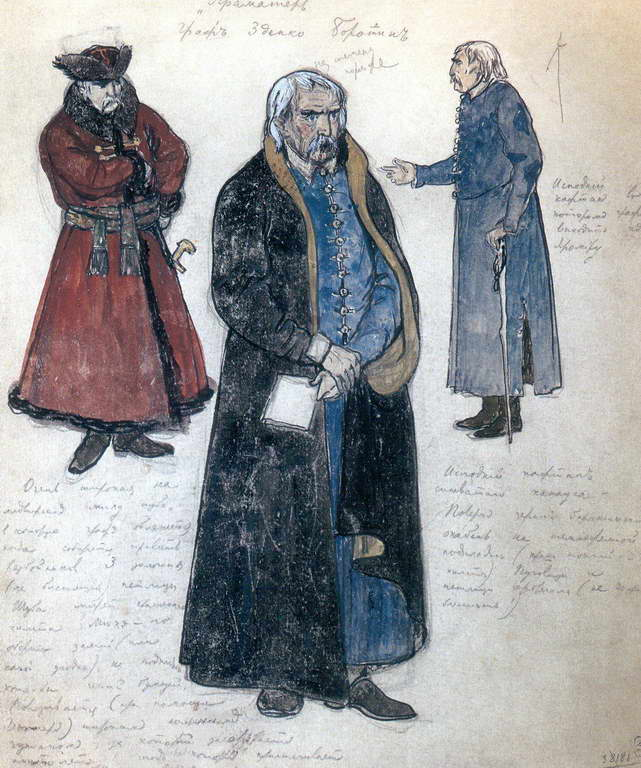
Олександр Бенуа. Ескіз костюма до постановки п'єси Ґрільпарцера «Праматір» у перекладі О. Блока

Славою Ґрільпарцер зобов'язаний перш за все своїй драматургії, у якій вдало поєдналися риси класицизму, романтизму та реалізму. Після юнацької проби пера, трагедії Бланка Кастильська (Blanca von Kastilien), він створив трагедію Праматір (Die Ahnfrau, 1817), яка з величезним успіхом ставилася у Відні і по всій Німеччині. Далі написав п'єсу Сафо (Sappho, 1818) про легендарну трагічну любов великої грецької поетеси; в 1818—1821 рр. Ґрільпарцер опублікував трилогію Золоте руно (Das goldene Vliess), де майстерно обробив античну легенду.
Його наступні дві трагедії «Велич і падіння короля Оттокара» (König Ottokars Glück und Ende, 1825) і «Вірний слуга свого пана» (Ein treuer Diener seines Herrn, 1828) розвивають теми австрійської історії. Хоча перша прославляє становлення Габсбурзької династії в Австрії, а друга проголошує вірність трону, обидві п'єси були зустрінуті в певних колах настільки вороже, що автор вважав за благо повернутися до античних сюжетів і написав «Хвилі моря і любові» (Des Meeres und der Liebe Wellen, 1831) на сюжет історії про Геро і Леандро. Через три роки, в 1834 р., була поставлена казка «Сон — життя» (Der Traum, ein Leben).

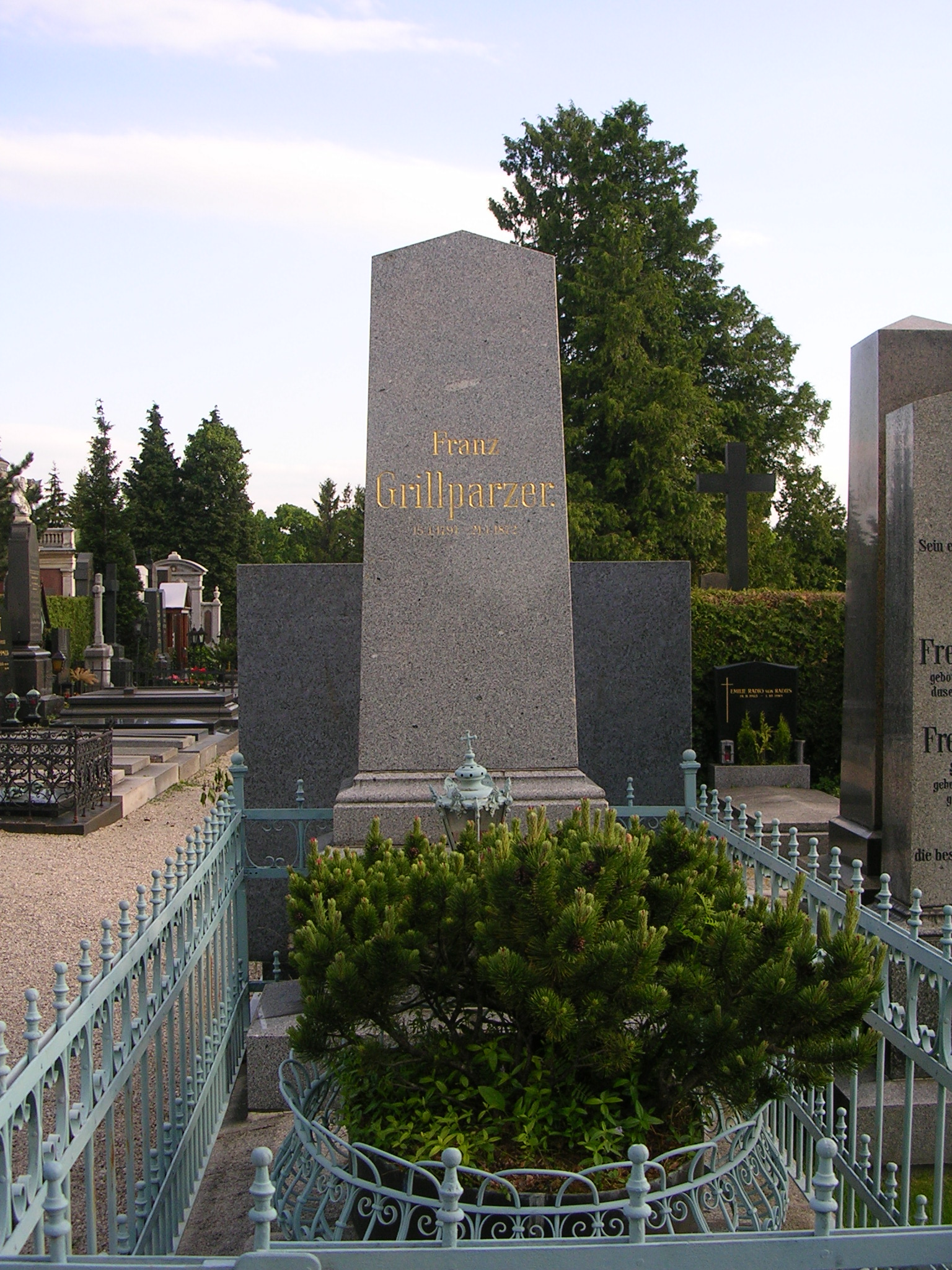
Могила Ґрільпарцера на віденському цвинтарі Хітцінг

Єдина комедія Ґрільпарцера «Горе брехунові» (Weh' dem, der lügt) вийшла в 1838 р.; ця серйозна п'єса зі щасливим кінцем викликала настільки різкі нападки критики, що драматург вирішив більше не показувати публіці свої драми. Після смерті Ґрільпарцера в його паперах були знайдені рукописи трьох трагедій, опубліковані в 1873 р.: «Лібуса» (Libussa), драматичне перекладання популярної легенди про заснування Праги; «Розбрат в будинку Габсбургів» (Ein Bruderzwist in Habsburg), правдива картина душевного захворювання Рудольфа II (1552—1612), і «Жидівка з Толедо» (Die Jüdin von Toledo), блискуче перекладення однієї з п'єс Лопе де Веги.

## Визнання

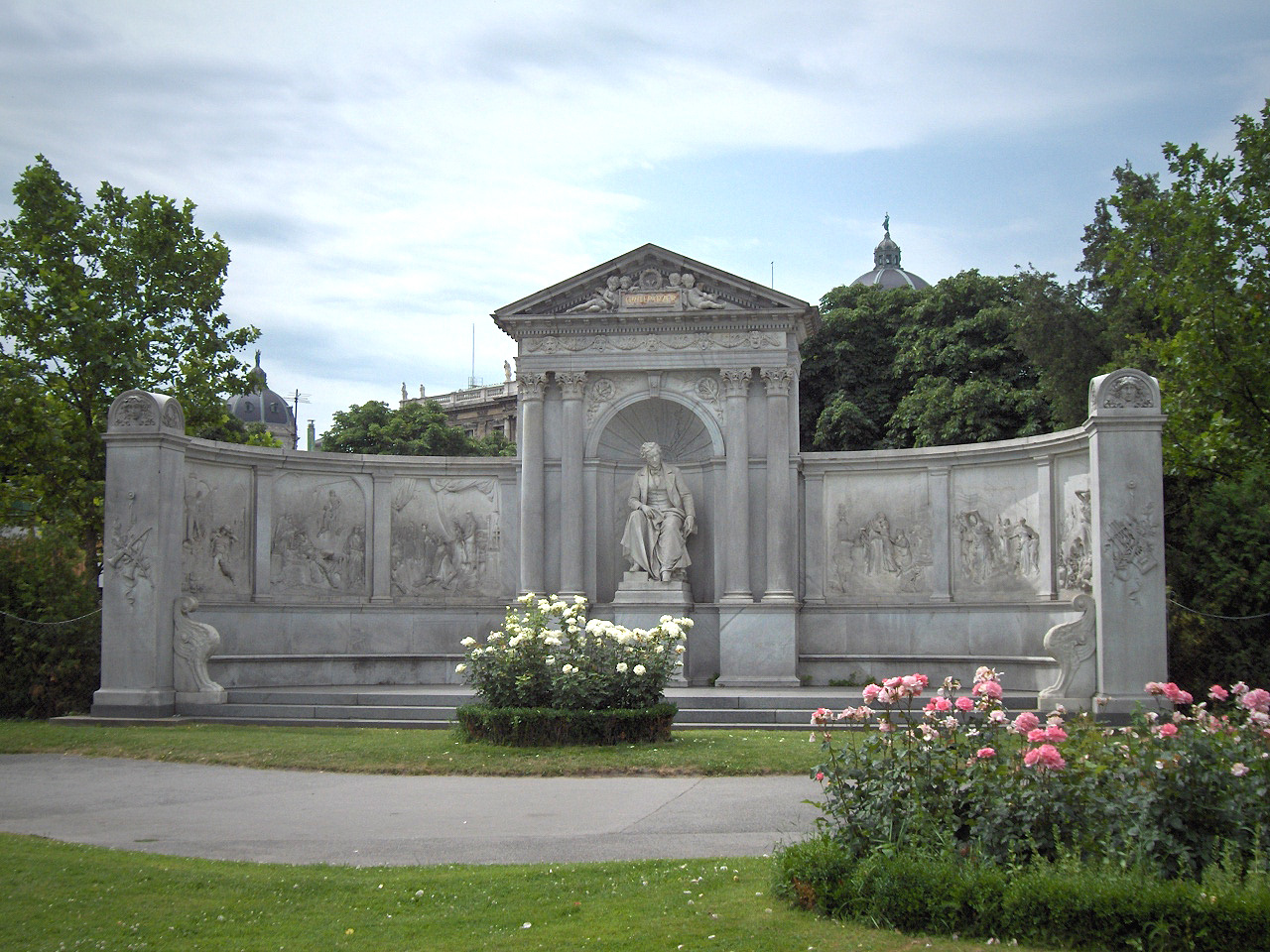
Пам'ятник у народному саду, Відень

У 1864 році названий почесним громадянином Відня. Ґрільпарцер помер 21 січня 1872 р. у 81 рік, у 1889 році йому поставлено пам'ятник у Віденському народному саду.